# Bitwa pod Perpignan
Bitwa pod Perpignan (znana też jako bitwa pod Niel) – starcie zbrojne, które miało miejsce 11 lipca 1793 roku. Podczas bitwy francuska Armia Wschodnich Pirenejów, dowodzona przez Louis-Charlesa de Flersa, broniła się przed ofensywą hiszpańskiej Armii Katalońskiej pod wodzą Antoniego Ricardosa. Francuskim republikanom udało się odeprzeć hiszpańskich napastników i zmusić ich do wycofania się. Perpignan jest obecnie stolicą departamentu Pireneje Wschodnie, lecz w roku 1793 był głównym miastem francuskiej prowincji Roussillon. Bitwa miała miejsce podczas tzw. wojny w Pirenejach, stanowiącej jeden z frontów wojny Francji z pierwszą koalicją.

## Tło historyczne
20 kwietnia 1793 roku hiszpański generał-kapitan Ricardos wraz ze swoim wojskiem pokonał Francuzów w potyczce pod Céret. W dniu 19 maja, w trakcie bitwy pod Mas Deu, Hiszpanie pobili Armię Wschodnich Pirenejów pod dowództwem Lous-Charlesa de Flersa. Po tym zwycięstwie Ricardos zawrócił z zamiarem zajęcia fortecy Bellegarde, blokującej Hiszpanom przejazd drogą zaopatrzeniową przez Perthus. Oblężenie Bellegarde trwało od 23 maja do 24 czerwca, kiedy to poddał się francuski garnizon, liczący 1450 obrońców. W trakcie trwania oblężenia głównej twierdzy, Hiszpanie zdobyli dwie pomniejsze fortyfikacje: 3 czerwca zajęli Fort de Bains, a 5 czerwca – Fort de la Garde. W czasie gdy Hiszpanie oblegali Bellegarde, francuski dowódca de Flers zajęty był szkoleniem rekrutów. Na potrzeby swojej artylerii wytrenował odpowiednią liczbę ludzi do obsługi dział. Obronę terenu miały mu zapewnić nowo zbudowane fortyfikacje polowe.

## Przebieg bitwy
Po zdobyciu Fort de Bellegarde, Ricardos zwrócił się przeciwko armii de Flersa, pilnującej Perpignan. W dniu 17 lipca 1793 roku hiszpański dowódca rozdzielił swoje 15-tysięczne oddziały na pięć kolumn. Przy pomocy tych kolumn zamierzał otoczyć Perpignan ze wszystkich stron. Pierwsza kolumna, umieszczona na prawej flance otrzymała zadanie opanowania Cabestany, leżącego po południowo-wschodniej stronie Perpignan. Druga kolumna, dowodzona przez Jerónimo Girón-Moctezumę miała przedostać się przez Canohès oraz Nyls do Orles, znajdującego się na południowym zachodzie względem Perpignan. Zadaniem trzeciej kolumny był przemarsz z Thuir do Trouillas w celu zdobycia gminy Pézilla-la-Rivière nad rzeką Têt. Czwartej i piątej kolumnie wydano rozkaz przekroczenia rzeki Têt w Millas. Stamtąd, czwarta kolumna miała uderzyć ze wschodu na Saint-Estève. Tymczasem piąta kolumna, dowodzona przez Luisa de Carvajala de la Unión miała ruszyć na północny wschód w celu przejęcia kluczowego mostu w pobliżu Rivesaltes.
Początkowo hiszpańskie kolumny sukcesywnie posuwały się do przodu w wyznaczonych przez dowództwo kierunkach. Trzecia kolumna zdobyła ważne wzgórza pod Orles. Jednak kolumna markiza de las Amarillas (Moctezumy) została zatrzymana, przez co nie mogła wesprzeć trzeciej kolumny. De Flers wykorzystał tę sytuację, uderzając na odizolowaną trzecią kolumnę, zmuszając ją do odwrotu. Kolumna hrabiego de la Union zawróciła, by ratować sytuację i na pewien czas zdołała ustabilizować linię frontu. Jednak Francuzi przypuścili kolejne natarcie i rozgromili Hiszpanów.

## Skutki
Straty strony francuskiej wyniosły 800 zabitych lub rannych z ogólnej liczby 12 tysięcy żołnierzy Republiki przystępujących do walki. Hiszpanie zabrali im jedno działo. Pomimo zwycięstwa rozwiązano bataliony Gwardii Narodowej, które zostały w ten sposób ukarane za próbę kapitulacji i dezercję 600 żołnierzy. Podczas walk w pobliżu Niels, hiszpańskie straty objęły 31 zabitych, 131 rannych i 3 pojmanych przez wroga żołnierzy. Ocenia się, że w trakcie całej bitwy Hiszpanie odnotowali łącznie 1000 ofiar. Hiszpańska armia poniosła porażkę, ponieważ jej kolumny działały w zbyt dużej odległości od siebie, by mogły się wzajemnie wspierać. Pozwoliło to de Flersowi wykorzystać izolację trzeciej kolumny.